# Виконавчий документ
Виконавчий документ — документ установленої форми та змісту, на підставі якого компетентний орган здійснює примусове виконання рішення суду чи іншого правозастосовчого акта.

## В Україні

### Різновиди виконавчих документів в Україні
У Законі України «Про виконавче провадження» приведений вичерпний перелік виконавчих документів (стаття 3):
1. виконавчі листи та накази, що видаються судами у передбачених законом випадках на підставі судових рішень, рішень третейського суду, рішень міжнародного комерційного арбітражу, рішень іноземних судів та на інших підставах, визначених законом або міжнародним договором України;
2. ухвали, постанови судів у цивільних, господарських, адміністративних справах, справах про адміністративні правопорушення, кримінальних провадженнях у випадках, передбачених законом;
3. виконавчі написи нотаріусів;
4. посвідчення комісій по трудових спорах, що видаються на підставі відповідних рішень таких комісій;
5. постанови державних виконавців про стягнення виконавчого збору, постанови державних виконавців чи приватних виконавців про стягнення витрат виконавчого провадження, про накладення штрафу, постанови приватних виконавців про стягнення основної винагороди;
6. постанови органів (посадових осіб), уповноважених розглядати справи про адміністративні правопорушення у випадках, передбачених законом;
7. рішення інших державних органів та рішень Національного банку України, які законом визнані виконавчими документами;
8. рішення Європейського суду з прав людини з урахуванням особливостей, передбачених Законом України «Про виконання рішень та застосування практики Європейського суду з прав людини»[1], а також рішення інших міжнародних юрисдикційних органів у випадках, передбачених міжнародним договором України;
9. рішення (постанови) суб'єктів державного фінансового моніторингу (їх уповноважених посадових осіб), якщо їх виконання за законом покладено на органи та осіб, які здійснюють примусове виконання рішень.

### Вимоги до виконавчих документів
У виконавчому документі зазначаються (стаття 4):
1. назва і дата видачі документа, найменування органу, прізвище, ім'я, по батькові та посада посадової особи, яка його видала;
2. дата прийняття і номер рішення, згідно з яким видано документ;
3. повне найменування (для юридичних осіб) або прізвище, ім'я та, за наявності, по батькові (для фізичних осіб) стягувача та боржника, їх місцезнаходження (для юридичних осіб) або адреса місця проживання чи перебування (для фізичних осіб), дата народження боржника — фізичної особи;
4. ідентифікаційний код юридичної особи в Єдиному державному реєстрі юридичних осіб, фізичних осіб — підприємців та громадських формувань стягувача та боржника (для юридичних осіб — за наявності);
5. резолютивна частина рішення, що передбачає заходи примусового виконання рішень;
6. дата набрання рішенням законної сили (крім рішень, що підлягають негайному виконанню);
7. строк пред'явлення рішення до виконання.

У виконавчому документі можуть зазначатися інші дані, які ідентифікують стягувача та боржника чи можуть сприяти примусовому виконанню рішення
Найрозповсюдженішими виконавчими документами є виконавчі листи.
Виконавчі документи можуть бути пред'явлені до виконання в такі строки:
- посвідчення комісій по трудових спорах, постанови судів у справах про адміністративні правопорушення та постанови органів (посадових осіб), уповноважених розглядати справи про адміністративні правопорушення, — протягом трьох місяців;
- інші виконавчі документи — протягом трьох років, якщо інше не передбачено законом.

Примусове виконання на підставі виконавчих документів здійснюють як державні, так і приватні виконавці, а у передбачених законом випадках — інші органи.
Виконавчий документ повертається стягувачу або органу, що його видав, у випадках, встановлених Законом.